# Leslie Leiserowitz
Leslie Leiserowitz (* 1934 in Johannesburg) ist ein israelischer Chemiker und Kristallograph.
Leiserowitz studierte Elektrotechnik an der Universität Kapstadt mit dem Bachelor-Abschluss, arbeitete auch kurz als Elektroingenieur und erhielt einen Master-Abschluss in Physik (Röntgenkristallografie, unter Reginald James). 1959 kam er an das Weizmann-Institut in die Abteilung Röntgenkristallographie unter Gerhard Schmidt, einem Schüler von Dorothy Crowfoot-Hodgkin. Die Gruppe am Weizmann-Institut einen internationalen Ruf auf diesem Gebiet (besonders Festkörperchemie). 1966 bis 1968 war er an der Ruprecht-Karls-Universität Heidelberg, um dort auf Einladung von Heinz Staab (der sich an das Weizmann-Institut gewandt hatte) eine Röntgenkristallographie-Abteilung im Rahmen der organischen Chemie einzurichten. Er entwickelte und installierte dabei auch Computerprogramme, die die direkte, später mit dem Nobelpreis gewürdigte Methode von Herbert Hauptman und Jerome Karle verwendeten. Zurück am Weizmann-Institut befasste sich Leiserowitz mit der Synthese von Molekülen zur Erforschung verschiedener molekularer Wechselwirkungen mit Röntgenkristallographie (Crystal Engineering). Er untersuchte auch in Zusammenarbeit mit dänischen Wissenschaftlern mit Röntgenbeugung dünne Molekülfilme mit Synchrotronstrahlung des DESY in Hamburg.
Mit Lahav verbindet ihn eine langjährige Zusammenarbeit über stereochemische Kontrolle von Kristallbildung und Kristallwachstum mit gezielten Verunreinigungen.
Er ist auch aktiv in der Malariaforschung, zum Beispiel untersuchte er Malariaerreger mit Röntgenstrahlmikroskopie (Fluoreszenzbilder von Eisen nach Röntgenbestrahlung in infizierten roten Blutkörperchen) und bei der Untersuchung von Antimalaria-Medikamenten wie Chinolin-Verbindungen. Der Malariaerreger baut Hämoglobin ab, wobei für ihn giftige Häme entstehen, die er in Hämozoin-Kristalle verpackt. Die Chinoline behindern das Wachstum der Hämozoin-Kristalle. Leiserowitz und Ronit Buller konnten mit Computersimulation das Wachstum der Hämozoin-Kristalle modellieren und fanden Kristallflächen, die ideal für das Andocken der Chinoline waren. Das erklärte auch die Vorteile bestimmter Antimalaria-Mittel und gab Hinweise auf verbessertes Medikamentendesign. Das ist Teil seiner Forschung zu molekularen Erkennungsmechanismen an Kristallflächen.
1987 erhielt er die Prelog-Medaille und -Vorlesung, 2002 gemeinsam mit Meir Lahav den Gregori-Aminoff-Preis, 2016 den Israel-Preis, 2018 den EMET-Preis und 2021 gemeinsam mit Meir Lahav den Wolf-Preis in Chemie. 1997 wurde Leiserowitz in die Leopoldina gewählt.

## Schriften (Auswahl)
- Addadi, Berkovitch-Yellin, Domb, Gati, Lahav, Leiserowitz: Resolution of conglomerates by stereoselective habit modifications, Nature, Band 296, 1982, S. 21–26.
- Addadi, Berkovitch-Yellin, Idelson, Lahav, Leiserowitz:  Absolute configuration of chiral polar crystals, Nature, Band, 296, 1982, S. 27–34.
- mit Vaida, Shimon, Weisinger-Lewin, Frolow, Lahav; McMullan: The structure and symmetry of crystalline solid solutions: a general revision, Science, Band 241, 1988, S. 1475–1479, PMID 17790041.
- mit Vaida, Lahav u. a.:Absolute asymmetric photochemistry using centrosymmetric single crystals. The host/guest system (E)-cinnamamide/E-cinnamic acid, J. American Chemical Society, Band 111, 1989, S. 1029–1034.
- mit Isabelle Weissbuch, Addadi: Molecular recognition at crystal interfaces.  Science, Band 253, 1991, S. 637–645, PMID  17772367.
- mit Weissbuch, Lahav: Toward Stereochemical Control, Monitoring, and Understanding of Crystal Nucleation, Crystal Growth & Design, Band 3, 2003, S. 125–150.